# پروو (یوتا)
پروو (Provo) از شهرهای ایالت یوتا آمریکاست و شهر دوم بزرگ این ایالت می‌باشد. این شهر در ۳۵ مایلی جنوب سالت‌لیک سیتی واقع شده و در راستای منطقهٔ کلان‌شهری واساچ فرانت قرار دارد.
در پروو دانشگاهی به نام دانشگاه بریگم یانگ قرار دارد که مدیریت آن به عهده کلیسای مورمون است. بزرگ‌ترین مرکز تربیتی مبلغان مذهبی مورمون نیز در پرووو قرار دارد.